# Eleição municipal de Boa Vista em 2020
A eleição municipal da cidade de Boa Vista em 2020 ocorreu no dia 15 de novembro (primeiro turno) e 29 de novembro (segundo turno), com o objetivo de eleger um prefeito, um vice-prefeito e 21 vereadores responsáveis pela administração da cidade, que se iniciou em 1° de janeiro de 2021 e com término em 31 de dezembro de 2024. A prefeita titular era Teresa Surita, do Movimento Democrático Brasileiro (MDB), que, por estar exercendo seu segundo mandato de forma consecutiva, não poderia concorrer à reeleição.
Originalmente, as eleições ocorreriam em 4 de outubro (primeiro turno) e 25 de outubro (segundo turno) (para cidades acima de 200 mil habitantes), porém, com o agravamento da pandemia do novo coronavírus (SARS-CoV-2), causador da Covid-19, as datas foram modificadas com a promulgação da Emenda Constitucional nº 107/2020.
Em 29 de novembro de 2020, Arthur Henrique (MDB) foi eleito prefeito de Boa Vista com 85,36% dos votos válidos e 100% das urnas apuradas. Ele anteriormente foi vice-prefeito da capital de Roraima entre 2017 e 2020.

## Contexto político e pandemia
As eleições municipais de 2020 foram marcadas, antes mesmo de iniciada a campanha oficial, pela pandemia do coronavírus SARS-CoV-2 (causador da COVID-19), o que fez com que os partidos remodelem suas metodologias de pré-campanha. O Tribunal Superior Eleitoral (TSE) autorizou os partidos a realizarem as convenções para escolha de candidatos aos escrutínios por meio de plataformas digitais de transmissão, para evitar aglomerações que possam proliferar o vírus. Alguns partidos recorreram a mídias digitais para lançar suas pré-candidaturas. Além disso, a partir deste pleito, será colocada em prática a Emenda Constitucional 97/2017, que proíbe a celebração de coligações partidárias para as eleições legislativas, o que pode gerar um inchaço de candidatos ao legislativo. Conforme reportagem publicada pelo jornal Brasil de Fato em 11 de fevereiro de 2020, o país poderá ultrapassar a marca de 1 milhão de candidatos a prefeito, vice-prefeito e vereador neste escrutínio, o que não seria necessariamente bom, na opinião do professor Carlos Machado, da UnB (Universidade de Brasília): “Temos o hábito de criticar de forma intensa a coligação partidária, sem parar para refletir sobre os elementos positivos dela. O número de candidatos que um partido pode apresentar numa eleição, varia se ele estiver dentro de uma coligação, porque quando os partidos participam de uma coligação, eles são considerados como um único partido", afirmou Machado na reportagem.

## Pré-candidaturas definidas
A lista de pré-candidatos estaria sujeita a alterações constantes, com o prazo final para registro de candidaturas ocorrendo apenas em 26 de setembro. O prazo original, 15 de agosto, foi modificado em razão da Emenda Constitucional nº 107/2020.
| Nº | Pré-candidato(a) | Partido       | Vice                        | Coligação                                                                                                |
| -- | ---------------- | ------------- | --------------------------- | --- |
| 11 | Gerlane          | PP            | Eduardo Matias (PDT)        | "Competência para Continuar" - PP - PDT                                                                  |
| 15 | Arthur Henrique  | MDB           | Cássio Gomes (MDB)          | "O Trabalho Continua" - MDB - PMB - Avante                                                               |
| 17 | Nicoletti        | PSL           | Dra Lidiane (PSL)           | Sem coligação                                                                                            |
| 18 | Linoberg         | REDE          | Doutor Wesley Thomé (PCdoB) | "Boa Vista Melhor e Diferente" - REDE - PCdoB - PT - PV                                                  |
| 19 | Pr Isamar        | PODE          | Major Overlan (PODE)        | Sem coligação                                                                                            |
| 22 | Luciano Castro   | PL            | Professora Alcione (PL)     | Sem coligação                                                                                            |
| 29 | Wilson Précoma   | PCO           | Lila Saldanha (PCO)         | Sem coligação                                                                                            |
| 33 | Shaolyn Gomes    | PMN           | Adriana Casselli (PMN)      | Sem coligação                                                                                            |
| 45 | Shéridan         | PSDB          | Zé Haroldo Cathedral (PSD)  | "Boa Vista Segue em Frente" - PSDB - PSD - Republicanos - DEM                                            |
| 50 | Fabio Almeida    | PSOL          | Thiana Tataira (PSOL)       | Sem coligação                                                                                            |
| 77 | Ottaci           | Solidariedade | Lenir (Solidariedade)       | "Boa Vista para Todos" - Solidariedade - Patriota - PSC - PSB - PTC - PRTB - PROS - DC - Cidadania - PTB |

- Atualizado até 04h27min, segunda-feira, 28 de abril de 2025 (UTC)

## Pesquisa
| Fonte | Data(s) conduzidas | Amostragem | Ottaci SD | Arthur Henrique MDB | Shéridan PSDB | Linoberg REDE | Luciano Castro PL | Nicoletti PSL | Gerlane PP | Pr Isamar Podemos | Fabio Almeida PSOL | Shaolyn Gomes PMN | Wilson Précoma PCO | Abst. Indec. | Vantagem |    |    |    |     |    |
| ----- | ------------------ | ---------- | --------- | ------------------- | ------------- | ------------- | ----------------- | ------------- | ---------- | ----------------- | ------------------ | ----------------- | ------------------ | ------------ | -------- | -- | -- | -- | --- | -- |
| Fonte | Data(s) conduzidas | Amostragem | IBOPE     | 8-10 Nov            | 504           | 28%           | 28%               | 10%           | 7%         | 3%                | 7%                 | 3%                | 1%                 | Abst. Indec. | Vantagem | 0% | 0% | 0% | 12% | 0% |
| IBOPE | 27-29 Out          | 504        | 27%       | 25%                 | 8%            | 8%            | 6%                | 6%            | 2%         | 1%                | 1%                 | 1%                | -                  | 16%          | 2%       |    |    |    |     |    |
| IBOPE | 14-16 Out          | 504        | 23%       | 28%                 | 8%            | 6%            | 6%                | 10%           | 2%         | 2%                | 1%                 | -                 | 1%                 | 14%          | 5%       |    |    |    |     |    |

### Primeiro turno
| Data          | Organizador(es) | Nicoletti (PSL) | Arthur Henrique (MDB) | Fábio Almeida (PSOL) | Gerlane (PP) | Pr Isamar (Podemos) | Linoberg (Rede) | Luciano Castro (PL) | João Vilela (NOVO) | Ottaci (SD) | Shaolyn Gomes (PMN) | Shéridan (PSDB) | Wilson Précoma (PCO) |
| ------------- | --------------- | --------------- | --------------------- | -------------------- | ------------ | ------------------- | --------------- | ------------------- | ------------------ | ----------- | ------------------- | --------------- | -------------------- |
| 31 de outubro | Tropical TV     | Presente        | Presente              | Presente             | Presente     | Presente            | Presente        | Presente            | Presente           | Presente    | Presente            | Presente        | Presente             |

## Resultados

### Prefeitura
Fonte: TSE
| Candidato(a)           | Vice                        | 1º turno 15 de novembro de 2020 | 1º turno 15 de novembro de 2020 | 2º turno 29 de novembro de 2020 | 2º turno 29 de novembro de 2020 |
| Candidato(a)           | Vice                        | Votos                           | Porcentagem                     | Votos                           | Porcentagem                     |
| ---------------------- | --------------------------- | ------------------------------- | ------------------------------- | ------------------------------- | ------------------------------- |
| Arthur Henrique (MDB)  | Cássio Gomes (MDB)          | 78.425                          | 49,64%                          | 116.792                         | 85,36%                          |
| Ottaci (Solidariedade) | Lenir (Solidariedade)       | 16.735                          | 10,59%                          | 20.032                          | 14,64%                          |
| Linoberg (REDE)        | Doutor Wesley Thomé (PCdoB) | 15.775                          | 9,99%                           | Não participaram                | Não participaram                |
| Shéridan (PSDB)        | Zé Haroldo Cathedral (PSD)  | 14.055                          | 8,90%                           | Não participaram                | Não participaram                |
| Nicoletti (PSL)        | Dra Lidiane (PSL)           | 13.451                          | 8,51%                           | Não participaram                | Não participaram                |
| Pr Isamar (PODE)       | Major Overlan (PODE)        | 8.303                           | 5,26%                           | Não participaram                | Não participaram                |
| Gerlane (PP)           | Eduardo Matias (PDT)        | 4.966                           | 3,14%                           | Não participaram                | Não participaram                |
| Luciano Castro (PL)    | Professora Alcione (PL)     | 4.498                           | 2,85%                           | Não participaram                | Não participaram                |
| Fabio Almeida (PSOL)   | Thiana Tataira (PSOL)       | 1.130                           | 0,72%                           | Não participaram                | Não participaram                |
| Shaolyn Gomes (PMN)    | Adriana Casselli (PMN)      | 583                             | 0,37%                           | Não participaram                | Não participaram                |
| Wilson Précoma (PCO)   | Lila Saldanha (PCO)         | 64                              | 0,04%                           | Não participaram                | Não participaram                |
| Total de votos válidos | Total de votos válidos      | 157.985                         | 100%                            |                                 |                                 |
| → Votos válidos        | → Votos válidos             | 157.985                         | 95,50%                          |                                 |                                 |
| → Votos brancos        | → Votos brancos             | 2.710                           | 1,64%                           |                                 |                                 |
| → Votos nulos          | → Votos nulos               | 4.733                           | 2,86%                           |                                 |                                 |
| Total de votos         | Total de votos              | 165.428                         | 100%                            |                                 |                                 |